# Basior (skała)

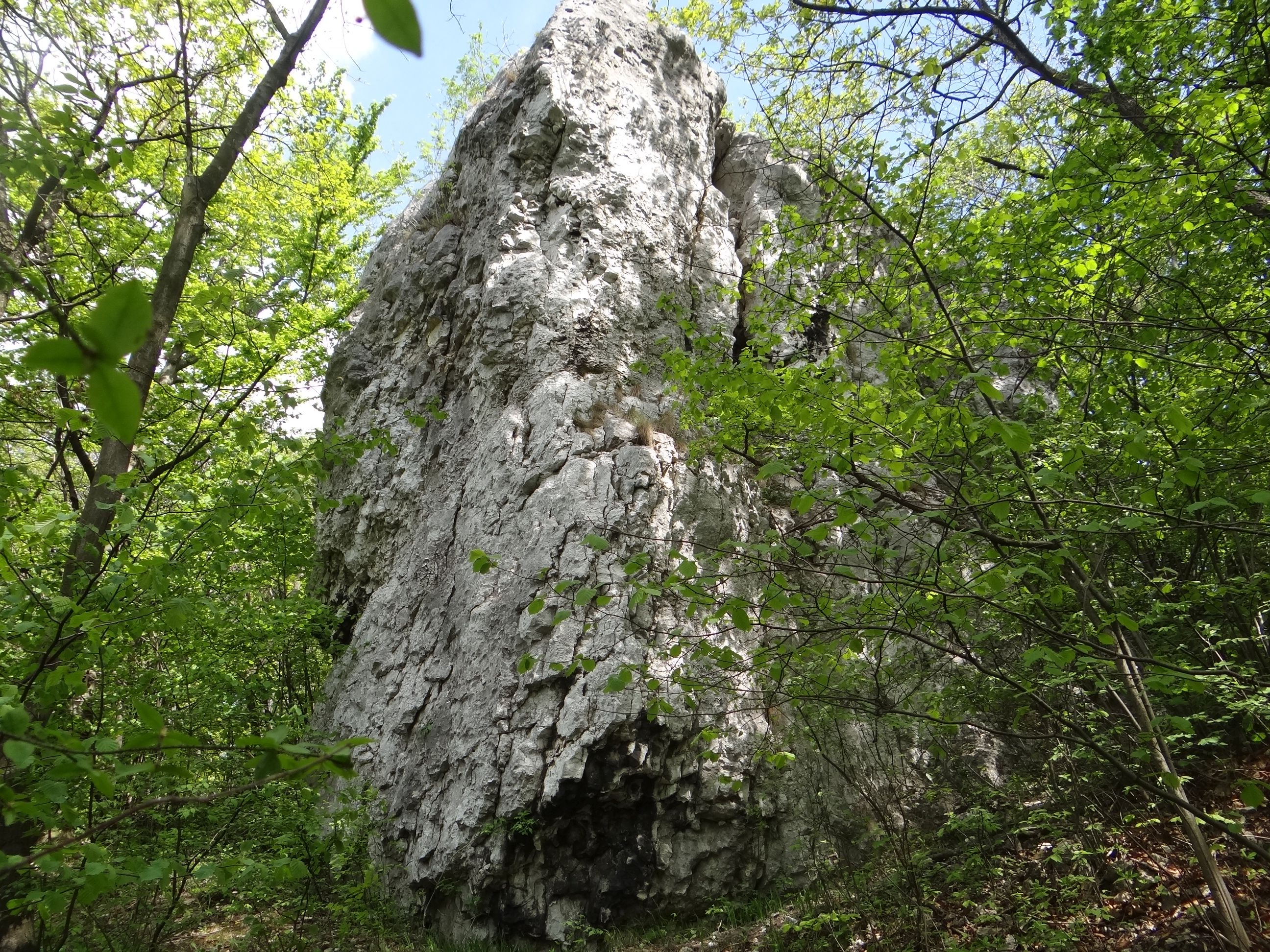
Basior od dołu

Basior – skała w Dolinie Kluczwody na Wyżynie Olkuskiej, w miejscowości Wierzchowie, w województwie małopolskim, w powiecie krakowskim, w gminie Wielka Wieś. Znajduje się w górnej części jej orograficznie lewych zboczy, w grupie skał wznoszących się nad drogą w Wierzchowiu, zaraz po północnej stronie masywu Mamutowej Skały. Basior znajduje się na szczycie stromego zbocza doliny (około 70 m powyżej szosy). W dół doliny opada spod niego Ciosowa Turnia.
Basior znajduje się w lesie, ale jego skalisty i płaski szczyt jest dobrym punktem widokowym. Zbudowany jest z wapieni, ma połogie i pionowe lub przewieszone ściany o wysokości 9–20 m. Od szosy prowadzi do niego ścieżka wydeptana przez wspinaczy skalnych. 

## Drogi wspinaczkowe
Są 4 drogi wspinaczkowe o trudności od IV do V+ w skali Kurtyki. Wspinaczka tradycyjna.
1. Lewa połać Basiora; V+, tr, 9 m
2. Środek Basiora; V, 9 m
3. Filar Basiora; V+, 9 m
4. Komin Basiora; IV+, 9 m[3].